# Dulcémele martillado
El dulcémele martillado, también llamado dulcémele de percusión, es un instrumento de cuerda percutida que consiste en cuerdas normalmente tensadas sobre una caja de resonancia trapezoidal. El dulcémele se coloca delante del músico, que en los estilos más tradicionales puede sentarse en el suelo con las piernas cruzadas, o en un estilo más moderno puede estar de pie o sentado en un soporte de madera con patas. El músico sostiene un pequeño mazo en forma de cuchara en cada mano para golpear las cuerdas. Su nombre proviene de la palabra grecorromana dulcimer que deriva del latín dulcis (dulce) y del griego melos (canto) dulce canción. El dulcémele, en el que las cuerdas se golpean con pequeños martillos, tiene su origen en el salterio, en el que las cuerdas se pulsan.
Los dulcémeles martillados y otros instrumentos similares se tocan tradicionalmente en Irak, India, Irán, suroeste de Asia, China, Corea y partes del Sudeste asiático, Europa Central (Hungría, Eslovenia, Rumanía, Eslovaquia, Polonia, República Checa, Baviera, Austria y Suiza, especialmente Appenzell), los Balcanes, Europa del Este (Ucrania y Bielorrusia) y Escandinavia. El instrumento también se toca en el Reino Unido (Gales, Anglia Oriental, Northumbria) y en Estados Unidos, donde su uso tradicional en la música folclórica experimentó un renacimiento a finales del siglo XX.

## Historia
El santur, un tipo de dulcémele martillado, es originario de Oriente Próximo. Los primeros testimonios proceden de grabados en piedra asirios y babilonios datados en el año 669 a. C., en los que se ve cómo se toca el instrumento colgado del cuello del músico. Este instrumento fue objeto de comercio y viajó a distintas partes de Oriente Próximo. Los músicos modificaron el diseño original a lo largo de los siglos, dando lugar a una amplia gama de escalas musicales y afinaciones. El santur original se fabricaba probablemente con madera y piedra y sus cuerdas se hacían con intestinos de cabra. El santur babilónico fue el antecesor del arpa, el yangqin, el clavecín, el qanun, el cimbalom y los dulcémeles martillados.
En Europa Occidental, el dulcémele martillado aparece por primera vez en fuentes textuales e iconográficas de principios del siglo XV. El dulcémele martillado se utilizó ampliamente durante la Edad Media en Inglaterra, Francia, Italia, Alemania, los Países Bajos y España.

## Cuerdas y afinación

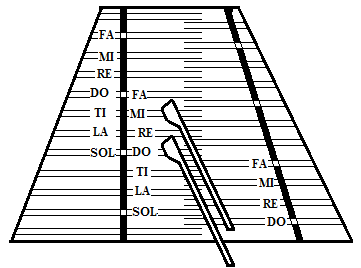
Patrón de escala mayor en un dulcémele diatónico afinado en quintas

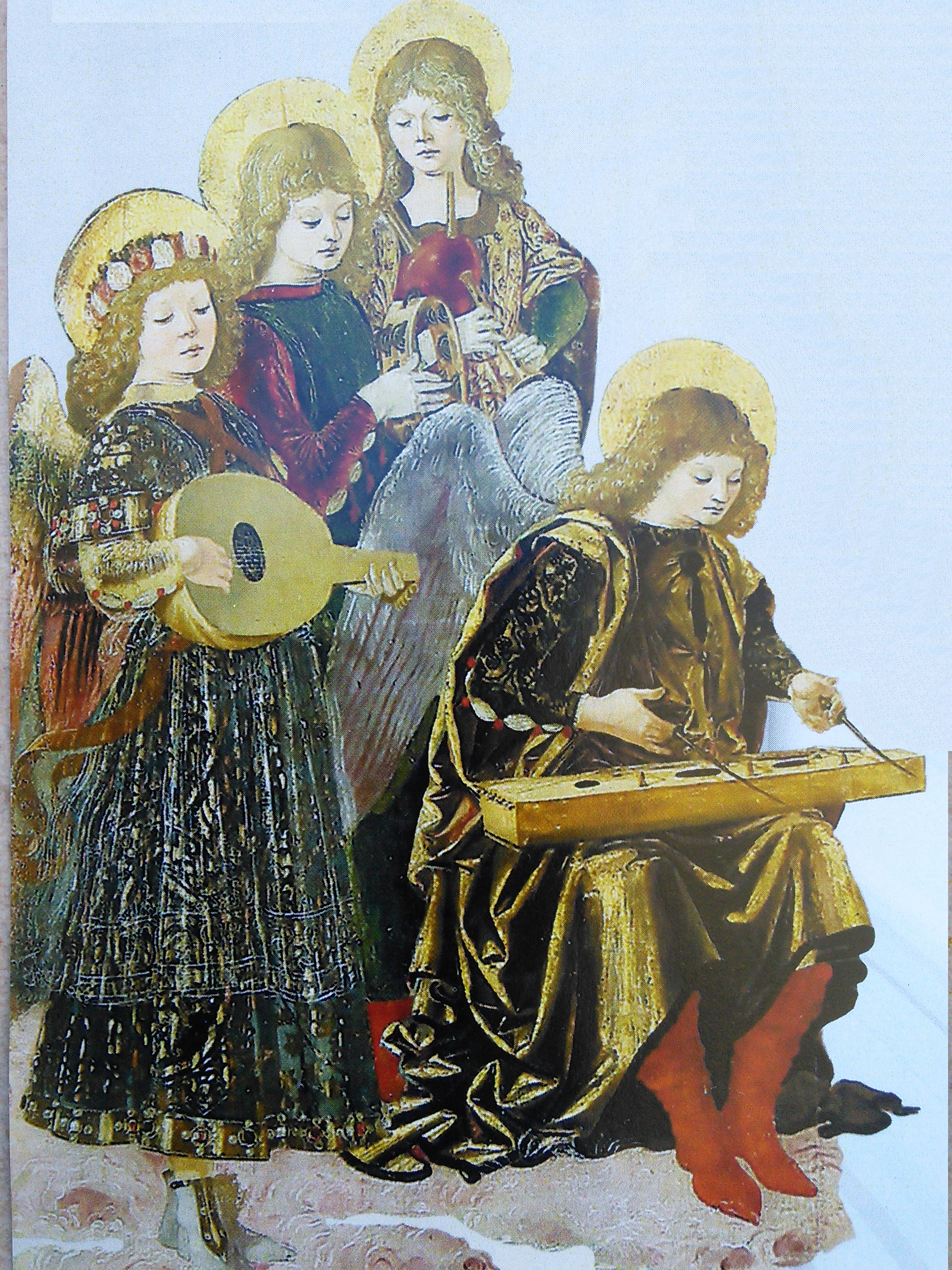
Una primera versión del dulcémele martillado acompañado de laúd, pandereta y gaita

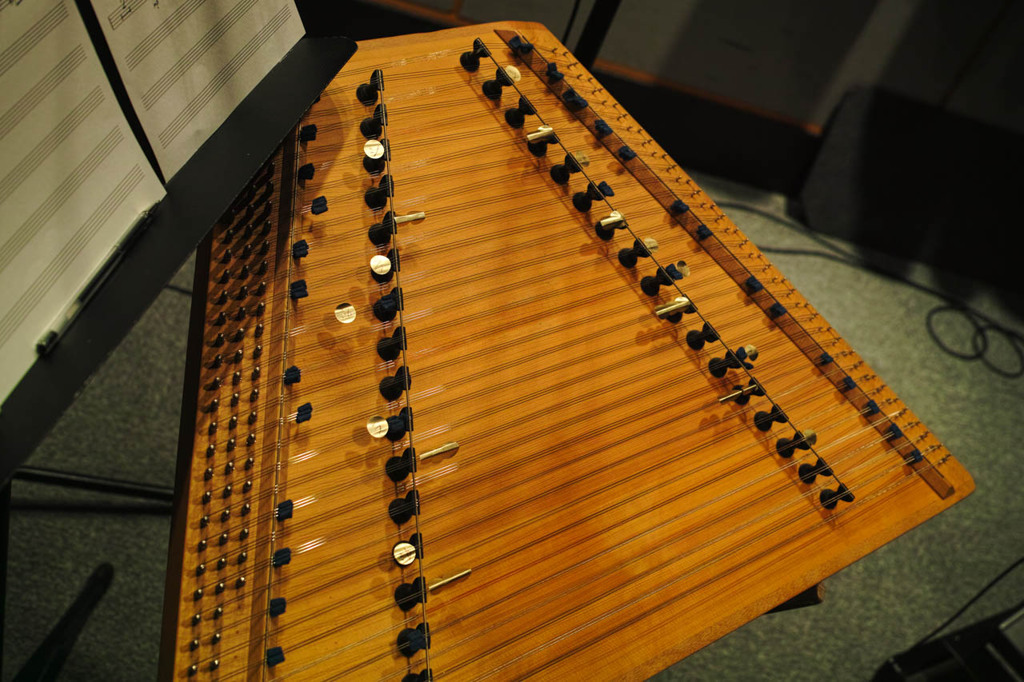
El hackbrett de Salzburgo, una versión cromática

Un dulcémele suele tener dos puentes, un puente de bajos cerca de la derecha y un puente de agudos a la izquierda. El puente de bajos sostiene las cuerdas graves, que se tocan a la izquierda de éste. Las cuerdas agudas pueden tocarse a ambos lados del puente de agudos. En la construcción habitual, tocarlas en el lado izquierdo da una nota una quinta más aguda que tocarlas a la derecha del puente.
El dulcémele viene en varios tamaños, identificados por el número de cuerdas que cruzan cada uno de los puentes. Un 15/14, por ejemplo, tiene 15 cuerdas que cruzan el puente de agudos y 14 que cruzan el puente de graves, y puede abarcar tres octavas. Las cuerdas de un dulcémele martillado suelen encontrarse en pares, dos cuerdas para cada nota (aunque algunos instrumentos tienen tres o cuatro cuerdas por nota). Cada juego de cuerdas se afina al unísono y se denomina curso. Al igual que con un piano, el propósito de utilizar varias cuerdas por serie es hacer que el instrumento suene más fuerte, aunque como las series rara vez están al unísono perfecto, suele producirse un efecto de coro como el de una mandolina. Un dulcémele martillado, como un autoarpa, un arpa o un piano, requiere una llave de afinación para afinarlo, ya que las cuerdas del dulcémele se enrollan alrededor de clavijas de afinación con cabezas cuadradas. Normalmente, se utilizan clavijas de cítara de 5 mm, similares pero de menor diámetro que las clavijas de afinación de piano, que vienen en varios tamaños que van desde “1/0” o 7 mm.
Las cuerdas del dulcémele martillado suelen afinarse siguiendo un patrón de círculo de quintas. Normalmente, la nota más grave (a menudo un sol o un re) se toca en la parte inferior derecha del instrumento, justo a la izquierda del puente de la mano derecha (bajo). A medida que el músico golpea los cursos superiores en secuencia, éstos ascienden siguiendo una secuencia repetitiva de dos pasos enteros y un medio paso. Con esta afinación, una escala diatónica se divide en dos tetracordios, o grupos de cuatro notas. Por ejemplo, en un instrumento con re como nota más grave, la escala de re mayor se toca empezando en la esquina inferior derecha y ascendiendo por el puente de graves: re - mi - fa♯ - sol. Éste es el tetracordo inferior de la escala de re mayor. En este punto el músico vuelve a la parte inferior del instrumento y se desplaza a las cuerdas agudas a la derecha del puente de agudos para tocar el tetracordo superior: la - si - do♯ - re. El músico puede continuar subiendo por la parte derecha del puente de agudos con mi - fa♯ - sol - la - si, pero la siguiente nota será do, no do♯, por lo que deberá cambiar a la parte izquierda del puente de agudos (y más cerca del intérprete) para continuar la escala de re mayor. Véase el dibujo de arriba a la izquierda, en el que do correspondería a re (véase solfeo de do móvil).
El cambio del puente de bajos al puente de agudos es necesario porque la cuarta cuerda de sol del puente de bajos es el comienzo del tetracordo inferior de la escala de sol. El intérprete podría subir un par de notas (sol - la - si), pero la siguiente nota será una séptima con bemol (do natural en este caso), porque esta nota se extrae del tetracordio de sol. Esta escala de re mayor con una séptima bemol es el modo mixolidio en re.
Lo mismo ocurre cuando el jugador sube por el puente de agudos - después de llegar a la (si en este caso), hay que ir a la izquierda del puente de agudos. Pasar del lado izquierdo del puente de graves al lado derecho del puente de agudos es análogo a pasar del lado derecho del puente de agudos al lado izquierdo del puente de agudos.
Todo el patrón se puede desplazar tres cursos hacia arriba, de modo que en lugar de una escala de re mayor tendríamos una escala de sol mayor, y así sucesivamente. Esto transpone una escala de igual temperamento a otra. Si se desplaza tres cursos hacia abajo, se transpone la escala de re mayor a la mayor, pero, por supuesto, el primer do - re - mi se desplazaría fuera del instrumento.
Esta afinación hace que la mayoría de las notas de la escala cromática estén disponibles, pero no todas. Para rellenar los huecos, muchos constructores de dulcémele modernos incluyen puentes cortos adicionales en la parte superior e inferior de la caja de resonancia, donde se afinan cuerdas adicionales para algunos o todos los tonos que faltan. Estos instrumentos suelen denominarse dulcémeles cromáticos, en contraposición a los más tradicionales dulcémeles diatónicos.
Los marcadores de tetracordio que se encuentran en los puentes de la mayoría de los dulcémeles martillados del mundo angloparlante fueron introducidos por el intérprete y fabricante estadounidense Sam Rizzetta en la década de 1960.
En los Alpes también hay dulcémeles cromáticos con cuerdas cruzadas, que están a una distancia de un tono entero en cada fila. El hackbrett cromático de Salzburgo fue desarrollado a mediados de la década de 1930 a partir del dulcémele martillado diatónico por Tobi Reizer y su hijo junto con Franz Peyer y Heinrich Bandzauner. En la posguerra fue uno de los instrumentos que se enseñaban en las escuelas de música subvencionadas por el Estado.
Los dulcémeles martillados de ascendencia no europea pueden tener otros patrones de afinación y los constructores de dulcémeles de estilo europeo a veces experimentan con patrones de afinación alternativos.

## Martillos
La denominación martillado se refiere a los pequeñas mazas, llamadas martillos, que utilizan los músicos para golpear las cuerdas. Los martillos suelen ser de madera (probablemente de maderas duras como el arce, el cerezo, el padauk, el roble, el nogal o cualquier otra madera de este tipo), pero también pueden ser de cualquier material, incluidos el metal y el plástico. En el hemisferio occidental, los martillos suelen ser rígidos, pero en Asia se suelen utilizar martillos flexibles. La cabeza del martillo puede dejarse desnuda para obtener un sonido de ataque agudo, o puede cubrirse con cinta adhesiva, cuero o tela para obtener un sonido más suave. También hay martillos de dos caras, cuyas cabezas suelen ser ovaladas o redondas. La mayoría de las veces, un lado se deja como madera desnuda mientras que el otro lado puede estar cubierto de cuero o de un material más suave como el fieltro de piano.
Varios músicos tradicionales han utilizado martillos que difieren sustancialmente de los de uso común en la actualidad. Paul Van Arsdale (1920-2018), un intérprete del norte del estado de Nueva York, utilizaba martillos flexibles hechos con hojas de sierra y tacos de madera forrados de cuero en los extremos (inspirados en los martillos que utilizaba su abuelo, Jesse Martin). El irlandés John Rea (1915-1983) utilizaba martillos hechos de alambre de acero grueso, que él mismo fabricaba con viejos radios de bicicleta envueltos en lana. Billy Bennington (1900-1986), jugador de Norfolk, Inglaterra, utilizaba martillos de caña atados con lana.
El piano, al igual que el dulcémele, golpea las cuerdas con un martillo.

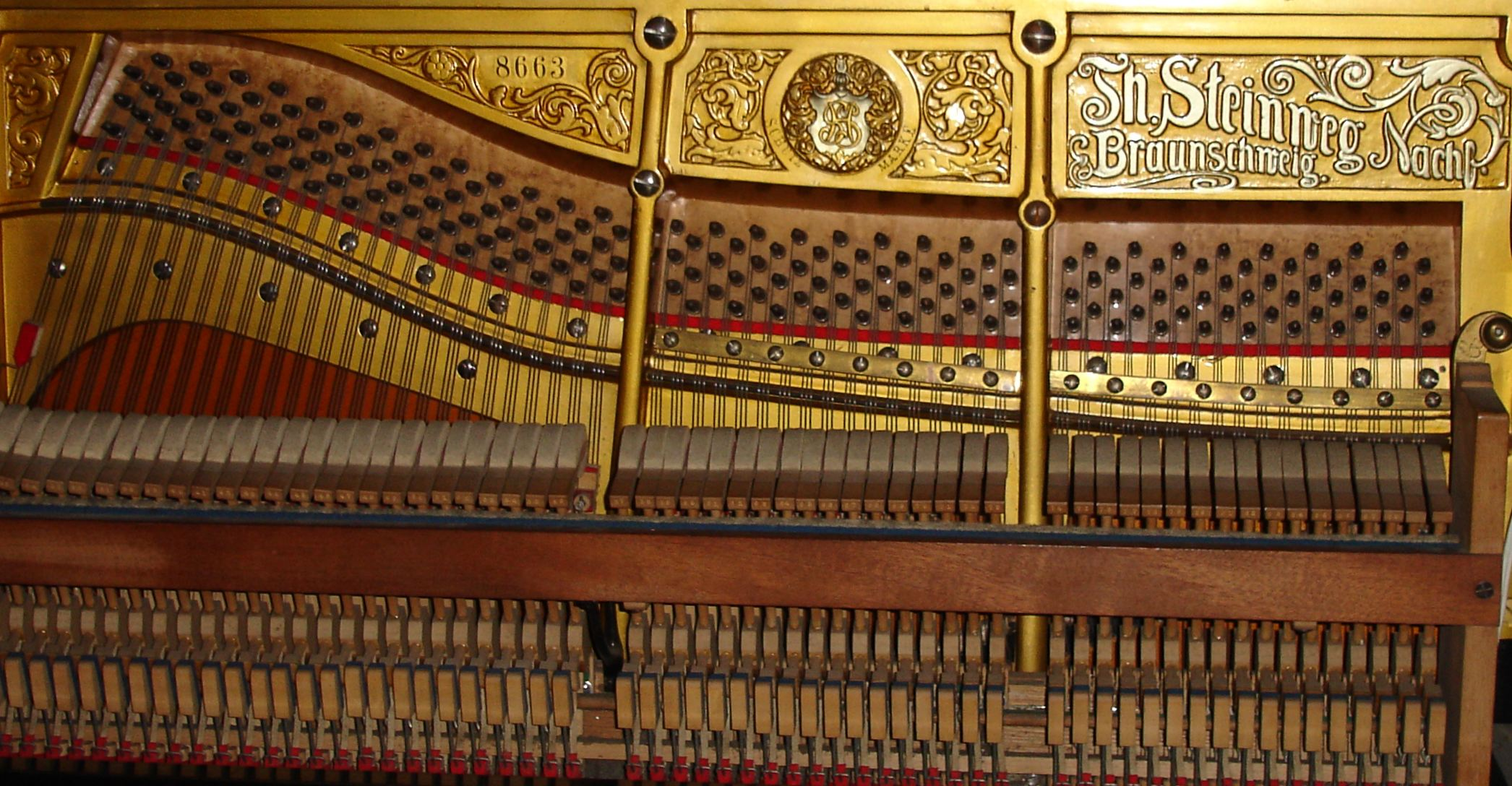
Un martilleo de piano

## Variantes y adaptaciones

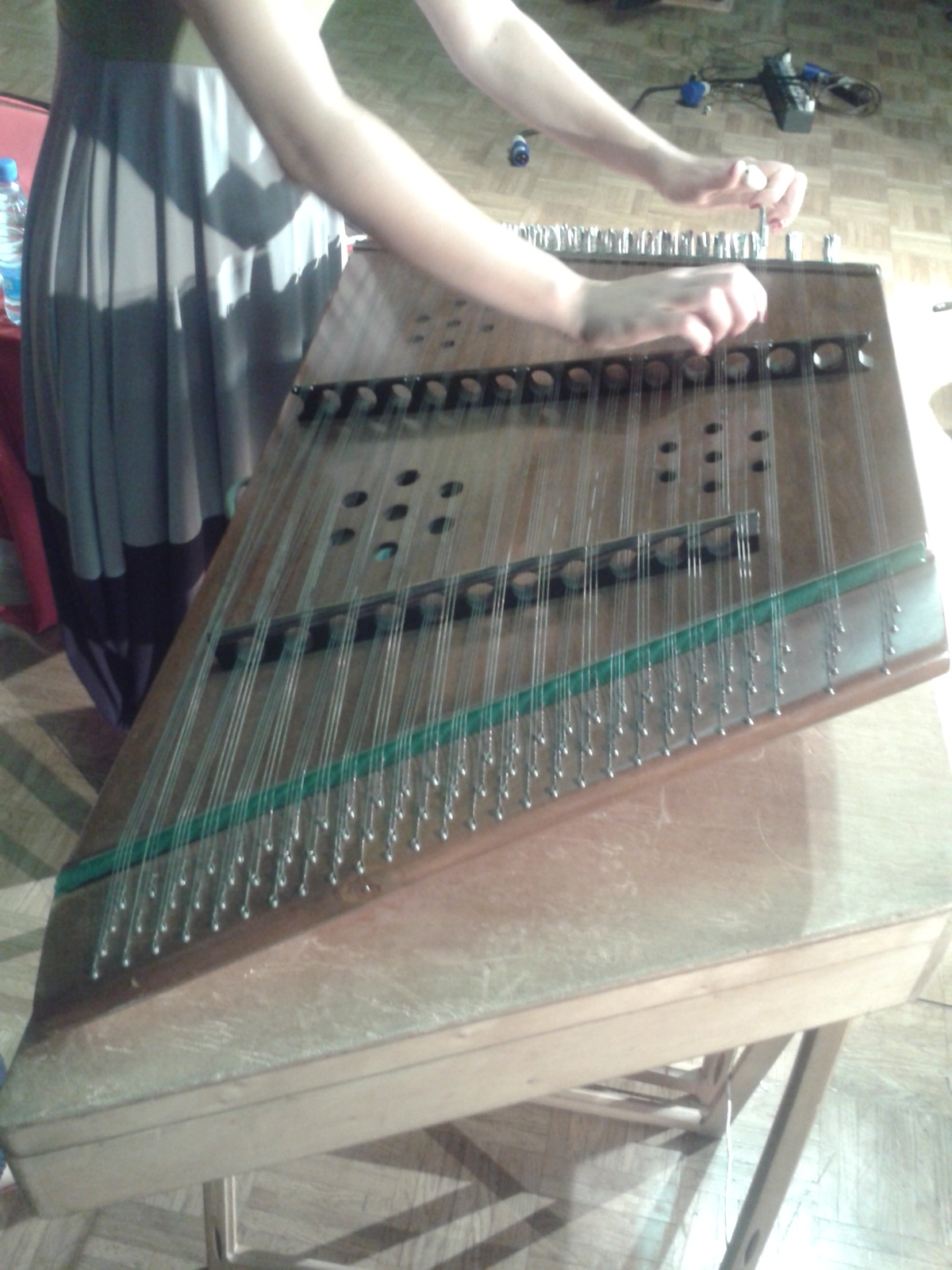
Afinación de un dulcémele martillado (sudeste de Eslovenia)

En todo el mundo se utilizan versiones del dulcémele martillado, cada una de las cuales tiene su propia forma de construcción y estilo de interpretación:
- Afganistán: santur
- Alemania: Zymbal, Hackbrett
- Austria: Hackbrett
- Bangladés: santoor
- Bélgica: hakkebord
- Bielorrusia: tsymbaly (ымбал)
- Brasil: saltério
- Camboya: khim
- Canadá: hammered dulcimer
- China: yangqin (扬琴, anteriormente 洋琴)
- Corea: yanggeum (양금)
- Croacia: cimbal, cimbale, cimbule
- Dinamarca: hakkebræt
- Eslovaquia: cimbal
- Eslovenia: cimbale, oprekelj
- España y otros países hispanohablantes: salterio, dulcémele
- Estados Unidos: hammered dulcimer
- Francia: tympanon
- Grecia: Σαντούρι
- Hungría: cimbalom
- India: santoor
- Irán: santur
- Irak: santur
- Irlanda: tiompan
- Israel: דולצימר פטישים
- Italia: salterio
- Japón: darushimaa (ダルシマー)
- Laos: khim
- Latgalia (Letonia): cymbala
- Letonia: cimbole
- Lituania: cimbalai, cimbolai
- México: salterio
- Mongolia: yoochin (ёочин o ёчин)
- Noruega: hakkebrett
- Países Bajos: hakkebord
- Pakistán: santoor
- Polonia: cymbały
- Portugal: saltério
- Rumanía: ţambal
- Rusia: цимбалы, dultsimer (дульцимер)
- Serbia: цимбал (tsimbal)
- Suecia: hackbräde, hammarharpa
- Suiza: Hackbrett
- Tailandia: khimTíbet: rgyud-mang or yangzi(རྒྱུད་མང་, lit. ‘muchas cuerdas’)
- Turquía: santur
- Reino Unido: hammered dulcimer
- República Checa: cimbál
- Ucrania: tsymbaly (цимбали)
- Uzbekistán: chang
- Vietnam: đàn tam thập lục (lit. ‘36 cuerdas’)
- Yiddish: tsimbl

## Músicos
- Kate Price
- Joshua Messick
- Carl Palmer (ELP)[9]

## Lecturas complementarias
- Gifford, Paul M. (2001). The Hammered Dulcimer: A History (en inglés). The Scarecrow Press, Inc. ISBN 0-8108-3943-1. Una historia completa del dulcémele martillado y sus variantes.
- Kettlewell, David (1976). The Dulcimer (tesis doctoral) (en inglés). Historia y tradiciones de interpretación en todo el mundo.